# Contea di Cleveland (Arkansas)
La contea di Cleveland, in inglese Cleveland County, è una contea dello Stato dell'Arkansas, negli Stati Uniti. La popolazione al censimento del 2000 era di 8 571 abitanti. Il capoluogo di contea è Rison. Il nome le è stato dato in onore del Presidente degli Stati Uniti Grover Cleveland.

## Geografia fisica
La contea si trova nella parte centro-meridionale dell'Arkansas. L'U.S. Census Bureau certifica che l'estensione della contea è di 1551 km², di cui solo 3 km² coperti da acque interne.

### Contee confinanti
- Contea di Grant (Arkansas) e Contea di Jefferson (Arkansas) - nord
- Contea di Lincoln (Arkansas) - est
- Contea di Drew (Arkansas) - sud-est
- Contea di Bradley (Arkansas) - sud
- Contea di Calhoun (Arkansas) - sud-ovest
- Contea di Dallas (Arkansas) - ovest

### Principali strade ed autostrade
- U.S. Highway 63
- U.S. Highway 79
- U.S. Highway 167
- Highway 8
- Highway 11
- Highway 15
- Highway 35
- Highway 97

## Storia
La Contea di Cleveland venne costituita il 17 aprile 1873, con il nome di Contea di Dorsey, in onore al senatore Stephen Wallace Dorsey. Quando Dorsey venne accusato di furto, il 5 marzo 1885 la contea prese l'attuale denominazione.

## Città e paesi
- Kingsland
- Rison
- New Edinburg